# 尾関彩美悠
尾関 彩美悠（おぜき あみゆ、2003年6月16日 - ）は、日本の女子プロゴルファー。所属はJFEスチール。
ティーチングプロの祖父、父の影響を受け4歳でゴルフを始めた。

## アマチュア時代
2014
- 岡山県ジュニアゴルフ選手権 優勝

2015
- スタジオアリスジュニアカップ 優勝
- 全日本小学生ゴルフトーナメント 優勝
- 岡山県ジュニアゴルフ選手権 優勝
- 中国小学生ゴルフ大会 1位T

2016
- 中国ジュニアゴルフ選手権 女子12～14歳の部 優勝

2017
- 中国ジュニアゴルフ選手権競技 女子12～14歳の部 優勝

2018 
- 中国ジュニアゴルフ選手権 女子12～14歳の部 優勝(3年連続)

2020
盟友・梶谷翼と共にナショナルチームに選出される。
2021
- 日本女子アマチュアゴルフ選手権競技 [1] 優勝

7月GMOインターネット サマンサタバサグローバルカップ ツアー初出場するが予選落ちした。
11月JLPGA日本女子プロゴルフ協会のプロテストをトップ合格する(94期) 。
QTに出場し58位となり翌シーズンは、レギュラーツアー、ステップアップツアーの両ツアーでの出場となった。

## プロ戦歴
2022-シーズン
出場2試合目のTポイント×ENEOSゴルフトーナメントで予選を通過し初めての賞金を獲得した。
7月、第1回QTリランキングニッポンハムレディスクラシック終了時点で28位となりミヤギテレビ杯ダンロップ女子オープンゴルフトーナメント（9月）までの出場権を獲得した。
9月第3週の住友生命Vitality東海クラシック最終日トップでスタートし、一時吉田優利に逆転されたものの後半連続バーディで追いつき、最終18番もバーディーとしツアー初優勝を果たした。
2022-シーズンのメルセデス・ランキングは42位。
シーズン終了後、2023シーズンの目標として、複数回優勝並びにメルセデス・ランキング10位を掲げた。
2023-シーズン
シーズン開幕前にJFEスチールと所属選手契約を結んだことを発表した。
開幕から2戦連続予選落ちを喫するも、第3戦のTポイント×ENEOSゴルフトーナメントで3位タイの成績を収めトップ10入り。
その後新しいアイアンとの相性が合わず、4月最終週に行われたパナソニックオープンレディースゴルフトーナメントから6月第2週の宮里藍サントリーレディスオープンゴルフトーナメントまで7戦連続の予選落ちを喫するなど、シーズン前半は予選落ちが目立った。
相性の合わなかった新しいアイアンから元のアイアンに戻して徐々に復調し、後半はトップ10入りの回数も増え、10月のNOBUTA GROUP マスターズGCレディースでは最終日最終組を戦い2位タイでフィニッシュした。
後半の復調によりメルセデス・ランキング41位となり、2024-シーズンのシード権を獲得。
2024-シーズン
2024年シーズンは、前半戦の"アクサレディス in 宮崎"から予選落ちが無くなり昨年より安定したプレーを見せる。
パナソニックオープンレディースゴルフトーナメントの翌週に行われた、全米女子オープンの日本予選会では、117人の選手の中から見事1位に輝き、トップで全米女子オープンへの出場権を手にした。
ミネベアミツミ レディス 北海道新聞カップでは、ダイヤモンド世代の川﨑春花と櫻井心那で最終日最終組という、中々見れない珍しいペアリングとなった。
また、10月初旬に行われたスタンレーレディスホンダゴルフトーナメントでは、同じダイヤモンド世代の佐藤心結と死闘を繰り広げた。試合終盤まで決着がつかず、佐藤心結の16番ホールのチップイン・17番ホールの神がかったロングパットにより、惜しくも僅差で敗れた。試合後、彼女の悔し涙がテレビ中継で放送され、多くのゴルフファンの心を揺さぶった。
結果的に優勝こそなかったものの、最終日最終組は4試合にも及び、TOP10入りが8回もあった。メルセデス・ランキングは自己最高の16位に達し、非常に飛躍した年であった。
{主なTOP10成績｝
Vポイント×ENEOSゴルフトーナメント 7位
フジサンケイレディス 4位
パナソニックオープンレディースゴルフトーナメント 2位
アース・モンダミンカップ 7位
ミネベアミツミ レディス 北海道新聞カップ 3位
NEC軽井沢72ゴルフトーナメント 5位
CAT Ladies9位
スタンレーレディスホンダゴルフトーナメント 2位
2025-シーズン
プロテスト合格後3年目にして、初めてダイキンオーキッドレディスゴルフトーナメントで予選通過を達成する。
4月、スポーツケアブランド『ザムスト(ZAMST)』とスポンサー契約を締結した。
5月8日 ワールドレディスチャンピオンシップサロンパスカップ初日 3番130ヤードPar3、9番アイアンで打ったショットが見事初ホールインワンを達成。

## LPGA米ツアー(メジャー)出場
| 年度 | シェブロン選手権 | 全米女子オープン                                   | 全米女子プロ選手権 | エビアン選手権 | 全英女子オープン |
| ---- | ---------------- | -------------------------------------------------- | ------------------ | -------------- | ---------------- |
| 2022 | 出場権ナシ       | 出場権ナシ                                         | 出場権ナシ         |                |                  |
| 2023 |                  |                                                    |                    |                |                  |
| 2024 |                  | 予選会を首位で通過し、出場 4日間終えて、結果は36位 |                    |                |                  |

## トーナメント優勝

### ツアー優勝

#### JLPGAツアー (1)
| No. | Date          | Tournament                               | スコア              | 2位との差 | 2位（タイ） |
| --- | ------------- | ---------------------------------------- | ------------------- | --------- | ----------- |
| 1   | 2022年9月18日 | 住友生命Vitalityレディース東海クラシック | -13（67-66-70=207） | 1打差     | 吉田優利    |

## JLPGA年間順位
| 年度 | 出場試合数 | メルセデス ランキング | 獲得賞金           | 平均 ストローク数 | 優勝回数 | TOP10入り回数 | 備考 |
| ---- | ---------- | --------------------- | ------------------ | ----------------- | -------- | ------------- | ---- |
| 2022 | 26試合     | 557.54pts (42位)      | ¥38,037,725 (33位) | 71.9196 (37位)    | 1回      | 4回 (34位)    |      |
| 2023 | 36試合     | 601.09pts (41位)      | ¥42,090,138 (33位) | 71.7274 (40位)    | -        | 7回（21位）   |      |
| 2024 | 36試合     | 1072.43pts (16位)     | ¥65,122,439 (16位) | 70.9807 (12位）   | -        | ８回（17位）  |      |

## プロフィール
- 出身：岡山県 倉敷市。
- 家族：父・母・姉の4人。
- 師匠：尾関惇美 尾関美成
- 所属：JFEスチール
- スポンサー：JFEホールディングス、三菱ガス化学株式会社、野村不動産グループ、沢の鶴、コアフォース、ZAMST
- 用具：ダンロップスポーツ(スリクソン）
- ウェア：アドミラル
- シューズ：ナイキ
- マネジメント：株式会社博報堂スポーツマーケティング
- その他：岡山県作陽高校出身

名前の由来は、"彩やかに、美しく、悠々と"